# Olympische Sommerspiele 1992/Teilnehmer (Cookinseln)
| Gelbes Symbol für Goldmedaillen mit stilisierten Olympischen Ringen | Graues Symbol für Silbermedaillen mit stilisierten Olympischen Ringen | Braundes Symbol für Bronzemedaillen mit stilisierten Olympischen Ringen |
| ------------------------------------------------------------------- | --------------------------------------------------------------------- | ----------------------------------------------------------------------- |
| —                                                                   | —                                                                     | —                                                                       |

Die Cookinseln nahmen an den Olympischen Sommerspielen 1992 in Barcelona, Spanien, mit einer Delegation von zwei Sportlern teil.

## Teilnehmer nach Sportarten

### Gewichtheben
- Sam Nunuke Pera
1. Schwergewicht: Wettkampf nicht beendet

### Leichtathletik
- Mark Sherwin
100 Meter: Vorläufe